# Christine Marie Dinesen
Christine Marie Dinesen (3. november 1877 i Hjermind – 17. august 1935) var en dansk teaterskuespillerinde og stumfilmsskuespillerinde. Hun debuterede Dagmarteatret den 17. maj 1895 i stykket Amoriner. Året efter kom hun til Casino og senere igen tilbage i 1903 – 1904 til Dagmar. I 1905-1906 var hun på et teater i Oslo i Norge. I 1908 var hun tilbage i Danmark, og var tilknyttet Folketeatret frem til sin død. I 1912 havde hun sin filmdebut hos selskabet Nordisk Film, hvor hun sidenhen medvirkede i en lang række film indtil hun indstillede filmkarrieren i 1923.
Marie Dinesen var en overgang gift med instruktør Robert Dinesen, men ægteskabet blev opløst. Hun er desuden mor til forfatterinden Kirsten Thomsen, født 11. juli 1900. Marie Dinesen døde den 17. august 1935 og ligger begravet på Vestre Kirkegård i København.

## Filmografi
- Operabranden (1912)
- Atlantis (1913)
- Under Blinkfyrets Straaler (1913)
- Lejla (Knud Nathansen, 1914)
- Fædrenes Synd (1914)
- Vingeskudt (ubekendt, 1914)
- Tugthusfange No. 97 (1914)
- Fangens Søn (1914)
- De kære Nevøer (1914)
- Guldkalven (1915)
- Manden med Staalnerverne (1915)
- Cigaretpigen (1915)
- Brandmandens Datter (1915)
- Millionæren i Røverhænder (1915)
- Den skønne Evelyn (1916)
- Hjertestorme (1916)
- Den største Kærlighed (1916)
- Grevinde Clara (1916)
- Hvo, som elsker sin Fader (1916)
- Spiritisten (1916)
- Sønnen (1916)
- Manden uden Smil (1917)
- Et Barnehjerte (1917)
- Børnenes Synd (1917)
- Kvinden med de smukke Øjne (1917)
- Studenterkammeraterne (1917)
- Krigens Fjende (1917)
- Brændte Vinger (1917)
- En Lykkeper (1918)
- Gillekop (1919)
- Den Æreløse (1919)
- En Kunstners Gennembrud (1919)
- Hans store Chance (1919)
- Hendes Helt (1919)
- Store forventninger (film fra 1922) (1922)
- David Copperfield (1922)
- Lasse Månsson fra Skaane (1923)
- En Nat i København (1923)
- Madsalune (1923)
- Fra Mørke til Lys (1928)
- Kommandørens Døtre
- Det sorte Skib